# Рашида Джонс
Рашида Ліа Джонс (англ. Rashida Leah Jones; нар. 25 лютого 1976, Лос-Анджелес, Каліфорнія, США) — американська акторка, співачка, сценарист і продюсер, автор коміксів. Як акторка, найбільш відома ролями у популярних телесеріалах: Карен Філіппеллі в «Офіс» (2006—2011), Енн Перкінс в «Парки та зони відпочинку» (2009—2015), детектив Трайбека, головна героїня шоу «Енджі Трайбека» (2016—2018).
Режисерка, володарка нагороди «Греммі» 2019 року в номінації «Найкращий музичний фільм» за документальну стрічку «Квінсі», присвячену творчості її батька Квінсі Джонса.

## Фільмографія

### Акторка
| Рік       |    | Українська назва                                        | Оригінальна назва                                 | Роль                                                                 |
| --------- | -- | ------------------------------------------------------- | ------------------------------------------------- | -------------------------------------------------------------------- |
| 2020—2021 | мс | Дунканвілл                                              | Duncanville                                       | Міа (голос, 15 епізодів)                                             |
| 2020      | ф  | Остання крапля                                          | On the Rocks                                      | Лора                                                                 |
| 2019      | мф | Шпигуни під прикриттям                                  | Spies in Disguise                                 | агент Марсі Каппель (голос)                                          |
| 2019      | мф | Клаус                                                   | Klaus                                             | учителька Альва (голос)                                              |
| 2019      | ф  | Між двома папоротями (фільм)                            | Between Two Ferns: The Movie                      | камео                                                                |
| 2019      | ф  | Звук мовчання                                           | The Sound of Silence                              | Еллен Чейзен                                                         |
| 2016—2018 | с  | Енджи Трайбека                                          | Angie Tribeca                                     | Енджи Трайбека (головна роль, 40 епізодів)                           |
| 2018      | мс | Нео Йокіо                                               | Neo Yokio                                         | диктор у метро / робот (1 епізод)                                    |
| 2018      | мф | Ґрінч                                                   | The Grinch                                        | Донна Хто (голос)                                                    |
| 2018      | ф  | Ти квач!                                                | Tag                                               | Черіл Дікинз                                                         |
| 2018      | ф  | Зої                                                     | Zoe                                               | Емма                                                                 |
| 2018      | кф | Дрейк — Nice for What                                   | Drake: Nice for What (відео)                      |                                                                      |
| 2018      | с  |                                                         | Portlandia                                        | Аманда (1 епізод)                                                    |
| 2018      | ф  | Білий Клик                                              | Croc-Blanc / White Fang                           | Меґґі Скотт (голос)                                                  |
| 2017—2018 | с  | Чорненький                                              | Black-ish                                         | Сантамоніка (2 епізоди)                                              |
| 2018      | кф | Jay-Z — Family Feud ft. Beyoncé                         | Jay Z: Family Feud ft. Beyoncé (відео)            |                                                                      |
| 2017      | ф  | Не повертайтеся з Місяця                                | Don't Come Back from the Moon                     | Єва Смоллі                                                           |
| 2016      | мф | Зразковий самець: Супермодель (анімаційний телефільм)   | Zoolander: Super Model                            | Д'Анджело                                                            |
| 2015      | ф  |                                                         | Matters of the Heart                              |                                                                      |
| 2015      | тф | Дуже мюррейне Різдво (спеціальна програма Білла Мюррея) | A Very Murray Christmas                           | Наречена                                                             |
| 2013—2015 | мс |                                                         | The Awesomes                                      | Гарячий дріт / Кетрін Малоккіо (голос, основна роль, 26 епізодів)    |
| 2015      | мф | Думками навиворіт                                       | Inside Out                                        | Круте дівча (голос емоції)                                           |
| 2009—2015 | с  | Парки та зони відпочинку                                | Parks and Recreation                              | Енн Перкінс (головна роль, 106 епізодів)                             |
| 2015      | с  | Від «А» до «Я»                                          | A to Z                                            | Вейлен (1 епізод)                                                    |
| 2011—2014 | с  | Вебтерапія (2011-2015)                                  | Web Therapy                                       | Гейлі Фельдман-Тейт (4 епізоди)                                      |
| 2014      | с  | Кі та Піл                                               | Key and Peele                                     | дружина Коліна (1 епізод)                                            |
| 2008—2014 | с  | Вебтерапія (2008-2014, короткометражний)                | Web Therapy                                       | Гейлі Фельдман-Тейт (5 епізоди)                                      |
| 2014      | кф | Jay-Z та Бейонсе — Part II — On the Run                 | Jay-Z Feat. Beyoncé: Part II — On the Run (відео) |                                                                      |
| 2014      | ф  | Танцюй звідси!                                          | Cuban Fury                                        | Джулія                                                               |
| 2013      | с  | Шоу Кролла                                              | Kroll Show                                        | різні персонажі (1 випуск)                                           |
| 2013      | ф  | Розшифровка Енні Паркер                                 | Decoding Annie Parker                             | Кім                                                                  |
| 2013      | мс | Сімпсони                                                | The Simpsons                                      | Портіа (голос, 1 епізод)                                             |
| 2012      | в  | Парки та зони відпочинку: Джеррі, чорт забирай!         | Parks and Recreation: Dammit Jerry!               | Енн Перкінс                                                          |
| 2012      | мс | Шоу Клівленда                                           | The Cleveland Show                                | Дейзі (голос, 1 епізод)                                              |
| 2012      | ф  | Селест і Джессі: Навіки разом                           | Celeste & Jesse Forever                           | Селест                                                               |
| 2011      | ф  | Маппети                                                 | The Muppets                                       | Вероніка Мартін, керівниця каналу CDE                                |
| 2011      | ф  | Великий рік                                             | The Big Year                                      | Еллі                                                                 |
| 2011      | с  | Вілфред                                                 | Wilfred (TV Series)                               | Ліза (1 епізод)                                                      |
| 2011      | ф  | Друзі по сексу                                          | Friends with Benefits                             | Меддісон (не титрована)                                              |
| 2011      | кф |                                                         | Beastie Boys: Make Some Noise (відео)             | Дівчина в костюмі                                                    |
| 2006—2011 | с  | Офіс                                                    | The Office US                                     | Карен Філіппеллі (основна роль, 26 епізодів)                         |
| 2011      | ф  | Мій придуркуватий брат                                  | Our Idiot Brother                                 | Сінді Гарріс                                                         |
| 2011      | кф |                                                         | Beastie Boys: Fight for Your Right Revisited      | Дівчина в костюмі                                                    |
| 2010      | ф  | Соціальна мережа                                        | The Social Network                                | Мерилін Делфі                                                        |
| 2010      | с  | Кровосісі (мінісеріал)                                  | Vamped Out                                        | портьє в диспансері                                                  |
| 2010      | ф  | Моногамія                                               | Monogamy                                          | Нат                                                                  |
| 2010      | ф  | Парочка копів                                           | Cop Out                                           | Деббі                                                                |
| 2009      | ф  | Люблю тебе, чувак                                       | I Love You, Man                                   | Зоуї Райс                                                            |
| 2009      | ф  |                                                         | Brief Interviews with Hideous Men                 | Ханна                                                                |
| 2009      | мс | Робоцип                                                 | Robot Chicken                                     | Каспер / Маленький сирота Енні / Моллі / Принцеса (голоси, 1 епізод) |
| 2008      | кф | Prop 8: The Musical                                     | Prop 8: The Musical                               | страшна школярка з пекла                                             |
| 2008      | ф  | Життя в польоті                                         | Life in Flight                                    | Ніна                                                                 |
| 2008      | с  | Переконаний холостяк                                    | Unhitched (TV Series)                             | Кейт (6 епізодів)                                                    |
| 2007      | кф | Foo Fighters — Long Road to Ruin                        | Foo Fighters: Long Road to Ruin (відео)           | Расинда Жюль                                                         |
| 2007      | с  | Дні Вейні                                               | Wainy Days                                        | Вайнет Девідс (1 епізод)                                             |
| 2007      | с  | Суботнього вечора в прямому ефірі                       | Saturday Night Live                               | Карен (1 випуск)                                                     |
| 2007      | ф  | Десять заповідей                                        | The Ten                                           | господиня Ребекка Форньє                                             |
| 2006      | кф |                                                         | Our Thirties (телефільм)                          | Ліз                                                                  |
| 2006      | тф |                                                         | So Here's What Happened                           | Ангела Джетер                                                        |
| 2005      | с  |                                                         | Wanted                                            | детектив Карла Мерсед (13 епізодів)                                  |
| 2005      | с  | Стелла                                                  | Stella                                            | Карен (пілотний епізод)                                              |
| 2004      | с  | НЙ-ЛОН (міні-серіал)                                    | NY-LON                                            | Іді Міллер (7 епізодів)                                              |
| 2004      | ф  | Маленька чорна книжка                                   | Little Black Book                                 | д-р Рейчел Кіз                                                       |
| 2003—2004 | с  | Шоу Дейва Шапела                                        | Chappelle's Show (TV Series)                      | Пем (1 епізод) / жінка в «любовному контракті» (1 епізод)            |
| 2003      | ф  | Загибель династії                                       | Death of a Dynasty                                | Лейна Гадсон                                                         |
| 2002      | кф | Алія — More Than a Woman                                | Aaliyah: More Than a Woman (відео)                | Жінка в пласкому капелюсі                                            |
| 2002      | ф  | Тепер ти знаєш                                          | Now You Know                                      | Керрі                                                                |
| 2002      | ф  | В усій красі                                            | Full Frontal                                      |                                                                      |
| 2000—2002 | с  | Бостонська школа                                        | Boston Public                                     | Луїза Фенн (36 епізодів)                                             |
| 2001      | кф |                                                         | Roadside Assistance                               | Люсі                                                                 |
| 2000      | с  | Диваки і навіжені                                       | Freaks and Geeks                                  | Карен Скарфоллі (1 епізод)                                           |
| 2000      | тф | Якби стіни могли говорити 2                             | If These Walls Could Talk 2                       | феміністка (розділ «1972»)                                           |
| 2000      | ф  | На схід від А                                           | East of A                                         | Емілі                                                                |
| 1998      | ф  | Міф Америка                                             | Myth America                                      |                                                                      |
| 1997      | с  | Останній дон (міні-серіал)                              | The Last Don                                      | Джоанна (1 епізод)                                                   |

### Продюсерка, сценаристка, режисерка
| Рік       |     | Українська назва                 | Оригінальна назва                                   | Роль                                                                    |
| --------- | --- | -------------------------------- | --------------------------------------------------- | ----------------------------------------------------------------------- |
| 2018      | док | Квінсі (документальний фільм)    | Quincy                                              | режисерка, сценаристка                                                  |
| 2016—2018 | с   | Енджи Трайбека                   | Angie Tribeca                                       | продюсерка (30 епізодів, 2016—2018), сценаристка (2 епізоди, 2017—2018) |
| 2017—2018 | с   | Кігті                            | Claws                                               | виконавча продюсерка (20 епізодів)                                      |
| 2017      | с   |                                  | Hot Girls Wanted: Turned On (документальний серіал) | виконавча продюсерка (6 епізодів), режисерка (1 епізод), сценаристка    |
| 2016      | с   | Чорне дзеркало                   | Black Mirror                                        | сценаристка (1 епізод)                                                  |
| 2016      | док | Удача (документальний телефільм) | Good Fortune                                        | виконавча продюсерка                                                    |
| 2016      | кф  |                                  | HOME ('Room' Trailer Parody)                        | продюсерка                                                              |
| 2015      | тф  |                                  | Mix                                                 | виконавча продюсерка                                                    |
| 2015      | док |                                  | Hot Girls Wanted (документальний фільм)             | продюсерка                                                              |
| 2014—2015 | с   | Від «А» до «Я»                   | A to Z                                              | виконавча продюсерка (13 епізоди), сценаристка (1 епізод)               |
| 2013      | тф  |                                  | Girls Without Boys                                  | виконавча продюсерка                                                    |
| 2013      | тф  |                                  | Stuck                                               | виконавча продюсерка                                                    |
| 2013      | кф  | Сара Барелліс — Brave            | Sara Bareilles: Brave (відео)                       | режисерка                                                               |
| 2012      | ф   | Селест і Джессі: Навіки разом    | Celeste & Jesse Forever                             | виконавча продюсерка, сценаристка                                       |
| 2007      | ф   | Десять заповідей                 | The Ten                                             | співпродюсерка                                                          |